# Garrulax rufifrons
El charlatán frentirrufo (Garrulax rufifrons) es una especie de ave paseriforme de la familia Leiothrichidae.

## Distribución geográfica
Es endémica de las selvas montanas de Java.

## Subespecies
Se reconocen las siguientes:
- G. r. rufifrons Lesson, 1831 - oeste de Java
- G. r. slamatensis Siebers, 1929 - centro de Java

## Estado de conservación
Se encuentra amenazada por la pérdida de su hábitat natural y por el comercio ilegal.